# Эндогенный процесс
Эндоге́нный проце́сс (от др.-греч. ἔνδον — внутри и др.-греч. γένεσις — происхождение) — патологический процесс в организме, обусловленный внутренними (эндогенными) факторами, а не вызванный внешними воздействиями. Эндогенные факторы в данном случае — физиологическое состояние организма, которое определяется типом высшей нервной деятельности, возрастом, полом, иммунологическими и реактивными особенностями организма, наследственными задатками, следовыми изменениями от различных вредностей в прошлом:91. По этим причинам эндогенное не является ни неизменным состоянием организма, ни исключительно наследственно обусловленным:91.
Экзогенные факторы (инфекции, психогении, интоксикации, социальные вредности, травмы) могут отягощать течение эндогенных психических расстройств, видоизменять и отягощать их развитие:93.
Деление всех причин психозов на эндогенные (внутренние) и экзогенные (внешние) было впервые предложено П. Ю. Мёбиусом (1893). Некоторые психиатрические классификации жёстко разделяют психические расстройства на эндогенные и экзогенные. Другими исследователями выделяются промежуточные группы заболеваний — экзогенно-органические и эндогенно-органические:94. Термин «эндогенный» применительно к психическим расстройствам широко применяется последователями московской школы психиатрии, основы которой были заложены советским психиатром А. В. Снежневским.
Термин «эндогенная болезнь» был введён в психиатрию Паулем Мёбиусом в 1893 году. В настоящее время термин используется почти исключительно в постсоветской психиатрии, современная западная психиатрия использует только термин «эндогенная депрессия», хотя он также исключён из МКБ-10.

## Классификация психических заболеваний

### Эндогенные психические заболевания
К эндогенным психическим расстройствам относятся:
- шизофрения
- шизоаффективное расстройство
- биполярное аффективное расстройство
- эндогенная униполярная депрессия
- функциональные психозы позднего возраста (так называемые инволюционные)[1]:95

### Эндогенно-органические заболевания
Эндогенно-органические заболевания::95
- эпилепсия
- наследственные органические заболевания
  - наследственные лейкодистрофии
  - болезнь Пелицеуса — Мерцбахера
  - амавротическая идиотия
  - болезнь Галлервордена — Шпатца
  - двойной атетоз
  - миотоническая дистрофия
  - болезнь Унферрихта — Лундборга (миоклонус-эпилепсия)
  - болезнь Вильсона — Коновалова (гепато-лентикулярная дегенерация)
- психические расстройства при атрофических процессах головного мозга
  - болезнь Альцгеймера
  - сенильная деменция (старческое слабоумие)
    - хорея Гентингтона
    - болезнь Пика
    - болезнь Паркинсона

В группу эндогенно-органических заболеваний включена эпилепсия по причине того, что в её основе лежит органический мозговой процесс, который проявляется довольно чётким клинически очерченным эпилептическим синдромом:94. Также к этой группе отнесены заболевания, которые характеризуются развитием органического процесса в мозге, генез которых в большей степени обусловлен эндогенными (генетическими) механизмами:94.

## Передача эндогенных расстройств по наследству
Никакой фатальности (неизбежности)  при передаче расстройства по наследству нет, передаётся только предрасположенность: если в семье есть лицо с психическим расстройством, это не значит, что потомство обязательно тоже будет нездорово. Передаётся недостаточность ферментных систем, которая может существовать, ничем себя не проявляя. Затем при наличии внешних или внутренних факторов недостаточность начинает проявляться, происходит сбой в ферментных системах, после чего человек заболевает.
Однако психозы в семьях больных эндогенными психозами всё же встречаются, часты также переходные (неразвитые) формы психических расстройств у детей больных:118. Например, латентная шизофрения, шизоидное расстройство личности и т. д.:118

## Критика
Существуют разногласия между психиатрами разных стран и школ по поводу обоснованности выделения «эндогенных» расстройств как отдельной группы. Согласно биопсихосоциальному подходу, любое психическое расстройство имеет как генетическую составляющую, так и средовые факторы.